# فرانزيسكا برانتنر
فرانزيسكا كاثرينا برانتنر (بالألمانية: Franziska Katharina Brantner) هي سياسية ألمانية من مواليد 24 أغسطس 1979تنسب إلى حزب الخضر، وهي عضو في البوندستاغ منذ عام 2013. تعمل أيضًا كزعيم مشارك لتحالف 90/الخضر، إلى جانب فيليكس بانازاك وذلك منذ عام 2024.
بالإضافة إلى ولايتها البرلمانية، كانت برانتنر وزيرة دولة برلمانية في وزارة الاقتصاد وحماية المناخ في الحكومة الائتلافية للمستشار أولاف شولتس منذ عام 2021. وبصفتها هذه، تشمل مسؤولياتها الشؤون الأوروبية، والسياسة التجارية، والرقمنة. علاوة على ذلك، فهي أيضًا منسقة خاصة للوزارة لمبادرة الشفافية في الصناعات الاستخراجية (EITI).